# انتخابات سراسری صربستان (۲۰۲۲)
انتخابات سراسری صربستان (انگلیسی: 2022 Serbian general election) در ۳ آوریل ۲۰۲۲ در صربستان برای انتخاب رئیس‌جمهور و مجلس ملی برگزار می‌شود.
در ابتدا، قرار بود انتخابات پارلمانی قبل از سال ۲۰۲۴ برگزار شود، اگرچه رئیس‌جمهور فعلی الکساندر ووچیچ در اواخر اکتبر ۲۰۲۰ اعلام کرد که این انتخابات زودتر برگزار خواهد شد. علاوه بر انتخابات عمومی، انتخابات مجلس شهر در بلگراد برگزار خواهد شد.

## زمینه
از زمانی که الکساندر ووچیچ در ۲۰۱۲ به قدرت رسید، صربستان از عقب‌نشینی دموکراتیک به سمت اقتدارگرایی و به دنبال آن کاهش آزادی در رسانه‌ها و آزادی‌های مدنی رنج برده‌است. در ۲۰۱۷، نخست‌وزیر ووچیچ به‌عنوان رئیس‌جمهور جدید انتخاب شد و ۵۵ درصد از آرای مردم را به کسب نمود. پس از انتخابات اعتراضات توده ای به دلیل کنترل غالب رسانه‌های صربستان توسط ووچیچ و حزب حاکم پوپولیست حزب ترقیخواه صرب (SNS) آغاز گردید. متعاقباً ووچیچ، آنا برنابیچ را به عنوان رئیس جدید دولت منصوب کرد، وی در ابتدا به عنوان یک سیاستمدار مستقل خدمت کرد اما بعداً در ۲۰۱۹ به SNS پیوست.
رسوایی‌های متعدد دولتی باعث آغاز تظاهرات طولانی‌مدت مسالمت‌آمیز ضد دولتی شد که در اواخر نوامبر ۲۰۱۸ آغاز شد و به نام «یکی از پنج میلیون» مرسوم شد. این اعتراضات به تقویت وحدت نیروهای مخالف کمک کرد که اتحاد برای صربستان (SzS) بزرگ‌ترین و برجسته‌ترین این احزاب بود. در این اعتراضات آنها خواستار استعفای ووچیچ و سایر مقامات ارشد شدند. به موازات آن، ووچیچ کمپین «آینده صربستان» را در ۲۰۱۹ راه انداخت. برخی از احزاب و ائتلاف‌های مخالف اعلام کردند به این دلیل که شرایط آزاد و منصفانه برقرار نیست، انتخابات پارلمانی بعدی را تحریم خواهند کرد، در پی این تصمیمات، SzS با مشکلات درون حزبی و ائتلافی مواجه شد که تا زمان انحلال ائتلاف در اوت ۲۰۲۰ این مشکلات باقی ماند. اعتراضات در اوایل ۲۰۲۰ به دلیل همه‌گیری ویروس کرونا در کشور به حالت تعلیق درآورد.